# Панін Олександр Павлович
Олександр Павлович Панін (2 серпня 1902, місто Томськ, тепер Томської області, Російська Федерація) — 1979, місто Москва) — радянський партійний і державний діяч, 2-й секретар Свердловського обкому ВКП(б). Кандидат у члени ЦК КП(б)У в червні 1938 — травні 1940 р. Депутат Верховної Ради РРФСР 2-го скликання.

## Життєпис
Член РКП(б) з 1920 року.
У 1920—1924 роках — на відповідальній комсомольській роботі: відповідальний секретар Коливанського волосного комітету РКСМ Ново-Ніколаєвської губернії, відповідальний секретар Ново-Ніколаєвського губернського комітету РКСМ, відповідальний секретар Іркутського губернського комітету РКСМ. Обирався членом Сибірського бюро ЦК РКСМ.
У 1924—1930 роках — у Червоній армії.
У 1930—1936 роках — слухач Військової академії моторизації і механізації РСЧА, здобув спеціальність військового інженера-технолога.
У 1937—1938 роках — інженер-дослідник, начальник спеціального відділу, а у 1938—1939 роках — партійний організатор ЦК ВКП(б) Маріупольського металургійного заводу імені Ілліча Сталінської області.
У 1939—1941 роках — директор заводу № 264 міста Сталінграда, РРФСР.
У 1941 році — старший інженер-диспетчер Головного управління Народного комісаріату суднобудівної промисловості СРСР.
З початку німецько-радянської війни, у 1941 році працював уповноваженим Державного комітету оборони СРСР на Уральському заводі важкого машинобудування.
У 1941—1943 роках — завідувач відділу танкової промисловості Свердловського обласного комітету ВКП(б). До серпня 1943 року — секретар Свердловського обласного комітету ВКП(б) з танкової промисловості.
У вересні 1943—1948 року — 2-й секретар Свердловського обласного комітету ВКП(б).
У 1948—1954 роках — в апараті ЦК ВКП(б)-ЦК КПРС.
У 1954—1957 роках — заступник міністра транспортного машинобудування СРСР.
У 1957—1959 роках — заступник голови Державної планової комісії РРФСР.
У 1959—1970 роках — радник Посольства СРСР у Чехословаччині з економічних питань.
Потім — на пенсії у Москві.

## Нагороди
- орден Леніна (29.03.1939)
- три ордени Трудового Червоного Прапора (1943, 1947, 4.06.1971)
- орден Вітчизняної війни 1-го ст. (1945)
- орден Червоної Зірки (1945)
- медалі